# 梅垣ルナ
梅垣ルナ（うめがき るな）は、東京都出身の作曲家、キーボーディスト。
ジャズ・フュージョン・音楽ユニット、Lu7（エルユーセブン）のリーダー。

## 略歴
4歳からエレクトーンを学ぶ。学生時代にコーエーの「アンジェリーク・光と闇のサクリア」（ドラマCD）の作曲を手がけたことがゲームミュージックの世界に入るきっかけ。卒業後ソニー・コンピュータエンタテインメントに入社し、「みんなのGOLF2」「ロビット・モン・ジャ」「レジェンド オブ ドラグーン」「こねこもいっしょ」等のゲームソフトの音楽制作にかかわる。2001年より音楽制作会社CRYSTAに所属。 ゲーム作品以外では、自らがリーダーを務めるユニット「Lu7」にて複数のアルバムをリリースし、精力的に活動している。

## 活動
梅垣の音楽家としての活動はLu7及びソロ活動としてのものと、アーティストのサポートやBGM・ゲームミュージックの作曲等の三つに分かれる。

### Lu7
2002年に自身の主導で結成した音楽ユニット。プログレッシブ・ロック、ジャズ、クラシック、ファンク、民族音楽などの要素を織り交ぜ、インストゥルメンタル主体の幻想的かつ精緻なサウンドを特徴とする。梅垣は作曲・編曲・キーボード演奏を担当し、リーダーとして全体の方向性を構築している。

### ソロ活動
2021年にソロアルバムをリリースし、より個人的な音楽表現を追求している。

### ゲームミュージック
- NARUTO-ナルト-SD パワフル疾風伝
- 藤子・F・不二雄キャラクターズ大集合! SFドタバタパーティ!!
- 弱虫ペダル 明日への高回転
- ド根性小学生 ボン・ビー太 裸の頂上ケツ戦!! ビー太vsドクロでい!
- 劇場版ケロロ軍曹 激侵ドラゴンウォリアーズであります!
- 超次元アクション ネプテューヌU
- 閃乱カグラ PEACH BEACH SPLASH
- ラグナストライクエンジェルズ
- ドラえもん　のび太と緑の巨人伝
- ピポサル2001
- クレヨンしんちゃん 嵐を呼ぶ カスカベ映画スターズ!
- クレヨンしんちゃん 宇宙DEアチョー!? 友情のおバカラテ!!
- クレヨンしんちゃん ショックガ〜ン!伝説を呼ぶオマケ大ケツ戦!!
- クレヨンしんちゃんDS 嵐を呼ぶ ぬってクレヨ〜ン大作戦!
- クレヨンしんちゃん 伝説を呼ぶ オマケの都ショックガーン!
- クレヨンしんちゃん 嵐を呼ぶ シネマランドの大冒険!
- クレヨンしんちゃん おバカ大忍伝 　すすめ!カスカベ忍者隊!
- SIMPLE 1500シリーズ　ハローキティVol.1ボウリング
- SIMPLE 1500シリーズ　ハローキティVol.2イラストパズル
- SIMPLE 1500シリーズ　ハローキティVol.3ブロックくずし
- SIMPLE 2000シリーズTHE タクシー 〜運転手は君だ〜
- SIMPLE 2000シリーズ　ラブ★アッパー!
- エウレカセブン
- ファンタジックチルドレン
- ぎゃる☆がん
- ぎゃる☆がん だぶるぴーす
- ワールド タンク ミュージアム フォー ゲーム東部戦線
- ドリホー
- サウンドトラック　ZXA TUNES
- サウンドトラック　ZX TUNES
- ロックマンゼロ2
- ロックマンゼロ3
- ロックマンゼロ4　（「エスペラント」「サイバー・スペース」などを作曲）
- ロックマンゼクス アドベント
- リマスタートラック　ロックマンゼロ
- リマスタートラック　ロックマンゼロ・イデア
- リマスタートラック　ロックマンゼロ・テロス
- リマスタートラック　ロックマンゼロ・ピュシス　（「フリージア」「エスペラント」他）
- ロックマン9　アレンジサウンドトラック
- ロックマンゼロコレクション サウンドトラック 響命 - resonnant vie -
- アンジェリーク 光と闇のサクリア
- ウェーブラリー
- 闘神伝3
- パズルアリーナ闘神伝
- 闘神伝・昴
- チョロQ2
- チョロQ3
- アバラバーン
- Knight&Baby
- Dragon Marked For Death

### アニメ
- ラグナストライクエンジェルズ

### その他
- N-Bench3

## ディスコグラフィ
- Lu7 album
  - efflorescence(1st)
  - L'esprit de l'exil(2nd)
    - L'esprit de l'exil Revisité (2nd Remaster)

  - Bonito(3rd)
  - Azurite Dance(4th)
  - 3395(5th)
  - Charon Kalon(6th)
- ソロアルバム
  - つきのおと
- るなゆりかおり
  - Colorful Triplet

## 書籍
- イメージした通りに作曲する方法50
- イメージを1曲に仕上げる作曲テクニック
- 転調テクニック50　イマジネーションが広がる実践的コード進行集
- リハーモナイズ・テクニック50 初歩から学べるコード進行バリエーションの作り方